# 渋川郡
- 令制国一覧 > 畿内 > 河内国 > 渋川郡
- 日本 > 近畿地方 > 大阪府 > 渋川郡

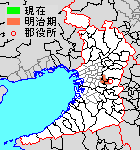
大阪府渋川郡の位置

渋川郡（しぶかわぐん）は、かつて河内国・堺県・大阪府にあった郡。

## 郡域
1880年（明治13年）に行政区画として発足した当時の郡域は、概ね下記の区域にあたる。
- 大阪市
  - 生野区の一部（巽各町）
  - 平野区の一部（加美各町）
- 八尾市の一部（東久宝寺、渋川町、安中町、相生町、永畑町、南植松町、南太子堂より北西および陽光園・明美町・南本町・高美町の各一部）
- 東大阪市の一部（長堂、長栄寺、高井田元町、菱屋西、吉松、金岡より南西）

## 歴史

### 古代

#### 式内社
『延喜式』神名帳に記される郡内の式内社。
| 神名帳             | 神名帳       | 神名帳 | 神名帳 | 比定社       | 比定社                 | 比定社                   | 集成 |
| 社名               | 読み         | 格     | 付記   | 社名         | 所在地                 | 備考                     | 集成 |
| ------------------ | ------------ | ------ | ------ | ------------ | ---------------------- | ------------------------ | ---- |
| 渋川郡 6座（並小） |              |        |        |              |                        |                          |      |
| 鴨高田神社         | カモタカタノ | 小     |        | 鴨高田神社   | 大阪府東大阪市高井田   |                          |      |
| 横野神社           | ヨコノノ     | 小     |        | 合祀：巽神社 | 大阪府大阪市生野区巽南 |                          |      |
| 波牟許曽神社       | ハムコソノ   | 小     |        | 波牟許曾神社 | 大阪府東大阪市長瀬町   |                          |      |
| 跡部神社           | ミチヘノ     | 小     |        | 路部神社     | 大阪府八尾市亀井町     |                          |      |
| 許麻神社           | コマノ       | 小     |        | 許麻神社     | 大阪府八尾市久宝寺     |                          |      |
| 都留弥神社         | ツルミノ     | 小     |        | 都留弥神社   | 大阪府東大阪市荒川     | 跡地は大阪府東大阪市足代 |      |
| 凡例を表示         |              |        |        |              |                        |                          |      |

### 近世以降の沿革
- 「旧高旧領取調帳」に記載されている明治初年時点での支配は以下の通り。○は村内に寺社除地[2]が存在。（35村）

| 知行         | 知行           | 村数 | 村名 |
| ------------ | -------------- | ---- | --- |
| 幕府領       | 幕府領         | 15村 | 六反村、○吉松新田、○太平寺村、○大蓮村、久宝寺村、顕証寺新田、金岡新田、菱屋西新田、永和村、東足代村、○荒川村、安中村、○植松村、○渋川村、三津村新田 |
| 幕府領       | 旗本領         | 2村  | 東亀井村、○太子堂村 |
| 藩領         | 山城淀藩       | 12村 | ○正覚寺村、乾村、○四条村、○大地村、○西足代村、○岸田堂村、○矢柄村、伊賀村、○北蛇草村、南蛇草村、○柏田村、衣摺村                                     |
| 藩領         | 下野高徳藩     | 4村  | ○西亀井村、○鞍作新家村、南鞍作村、○竹淵村 |
| 幕府領・藩領 | 幕府領・高徳藩 | 1村  | ○鞍作村 |
| その他       | 寺社領         | 1村  | ○亀井村 |

- 慶応4年

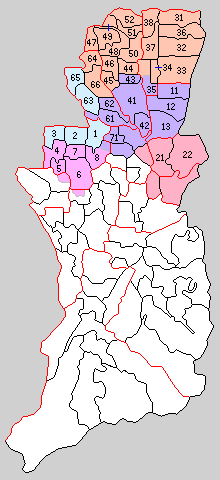
61.龍華村 62.久宝寺村 63.加美村 64.布施村 65.巽村 66.長瀬村（水色：大阪市 紫：八尾市 橙：東大阪市 1 - 8は丹北郡 11 - 13は高安郡 21・22は大県郡 31 - 38は河内郡 41 - 52は若江郡 61 - 66は渋川郡 71は志紀郡）

  - 2月 - 幕府領・旗本領が大坂裁判所司農局の管轄となる。
  - 5月2日（1868年6月21日） - 大坂裁判所司農局の管轄地域が大阪府司農局の管轄となる。
  - 6月8日（1868年7月27日） - 大阪府司農局の管轄地域が大阪府南司農局の管轄となる。
  - 6月 - 戊辰戦争後の処分により小田原藩が減封となり、本郡内の領地が消滅。
- 明治2年
  - 1月20日（1869年3月2日） - 大阪府南司農局の管轄地域が河内県の管轄となる。
  - 8月2日（1869年9月7日） - 河内県の管轄地域が堺県の管轄となる。
- 明治3年3月19日（1870年4月19日） - 高徳藩が下総曽我野藩に転封。本郡内の領地が堺県の管轄となる。
- 明治4年
  - 7月14日（1871年8月29日） - 廃藩置県により藩領が淀県の管轄となる。
  - 11月22日（1872年1月2日） - 第1次府県統合により、全域が堺県の管轄となる。
- 明治7年（1874年）1月22日 - 大区小区制の堺県での施行により、河内国第2大区となる。
- 明治8年（1875年） - 東亀井村・西亀井村が亀井村に合併。（33村）
- 明治13年（1880年）4月15日 - 郡区町村編制法の堺県での施行により、行政区画としての渋川郡が発足。若江郡寺内村の大信寺に「八尾郡役所」が設置され、同郡および丹北郡・高安郡・大県郡・河内郡とともに管轄。八尾郡役所はまもなく改称して「丹北高安渋川大県若江河内郡役所」となる。
- 明治14年（1881年）2月7日 - 大阪府の管轄となる。
- 明治20年（1887年） - 六反村が丹北郡六反村に合併。（32村）
- 明治22年（1889年）4月1日 - 町村制の施行により、下記の各村が発足。特記以外は現・東大阪市。（6村）
  - 龍華村 ← 太子堂村、植松村、渋川村、安中村、亀井村、竹淵村（現・八尾市）
  - 久宝寺村 ← 久宝寺村、顕証寺新田、三津村新田（現・八尾市）
  - 加美村 ← 鞍作村、鞍作新家村、南鞍作村、正覚寺村、乾村（現・大阪市平野区）
  - 布施村 ← 荒川村、太平寺村、岸田堂村、永和村、東足代村、菱屋西新田（現・東大阪市）
  - 巽村 ← 大地村、四条村、伊賀村、矢柄村、西足代村（現・大阪市生野区）
  - 長瀬村 ← 柏田村、金岡新田、大蓮村、衣摺村、吉松新田、北蛇草村、南蛇草村（現・東大阪市）
- 明治29年（1896年）4月1日 - 郡制の施行のため、「丹北高安渋川大県若江河内郡役所」が管轄する各郡および志紀郡三木本村の区域をもって中河内郡が発足。同日渋川郡廃止。

## 行政
八尾郡長→堺県丹北・高安・渋川・大県・若江・河内郡長
| 代 | 氏名   | 就任年月日                | 退任年月日               | 備考         |
| -- | ------ | ------------------------- | ------------------------ | ------------ |
| 1  | 名和暢 | 明治13年（1880年）4月16日 | 明治14年（1881年）2月6日 | 大阪府に移管 |

大阪府丹北・高安・渋川・大県・若江・河内郡長
| 代 | 氏名     | 就任年月日                | 退任年月日                | 備考                                                                               |
| -- | -------- | ------------------------- | ------------------------- | ---------------------------------------------------------------------------------- |
| 1  | 名和暢   | 明治14年（1881年）2月7日  | 明治14年（1881年）3月3日  |                                                                                    |
| 2  | 浦橋僴   | 明治14年（1881年）3月31日 | 明治19年（1886年）8月25日 |                                                                                    |
| 3  | 深瀬和直 | 明治19年（1886年）8月25日 | 明治26年（1893年）5月31日 |                                                                                    |
| 4  | 松村秀真 | 明治26年（1893年）5月31日 | 明治29年（1896年）3月31日 | 丹北郡・高安郡・大県郡・若江郡・河内郡および志紀郡三本木村との合併により渋川郡廃止 |